# Z Archiwum Polskiego Radia, Vol. 9 – Test
Z Archiwum Polskiego Radia, Vol. 9 – Test – album kompilacyjny grupy muzycznej Test, wydany w 2008 roku przez Polskie Radio. Nagrania pochodzą z sesji radiowych dokonanych w latach 1971–1975.

## Lista utworów
Opracowano na podstawie materiału źródłowego.
1. „Antonina” – 5:18
2. „Do zobaczenia” – 2:18
3. „Pójdę za tobą w świat” – 3:04
4. „Sam sobie żeglarzem” – 3:35
5. „Masz wszystko to, co trzeba mieć” – 2:46
6. „Na Twojej dłoni” – 5:18
7. „Przygoda bez miłości” – 2:32
8. „Żółw na Galapagos” – 3:32
9. „Wybij sobie z głowy” – 3:51
10. „Po horyzontu kres” – 5:36
11. „Świat jaki jest” – 4:17
12. „Livin' in Sin” – 4:39
13. „Smoke on the Water” – 5:41
14. „Śnij o mnie” – 4:45
15. „Inna jest noc” – 3:53
16. „Gdy gaśnie w nas płomień” – 2:22
17. „Bez problemów” – 2:57
18. „Nie bądź taka pewna siebie” – 3:11
19. „Walcz o życie” – 2:56
20. „Keep On Rollin” – 2:24